# Biharoniscus gericeus
Biharoniscus gericeus là một loài chân đều trong họ Trichoniscidae. Loài này được Tabacaru miêu tả khoa học năm 1973.